# Hofpolder (Warmond)
De Hofpolder is een polder en voormalig waterschap bij Warmond in de Nederlandse provincie Zuid-Holland, momenteel in de gemeente Teylingen.
Op de plaats waar tot in de Tweede Wereldoorlog de Hofmolen stond die deze polder bemaalde, kwam in 1981 de Nieuwe Hofmolen.

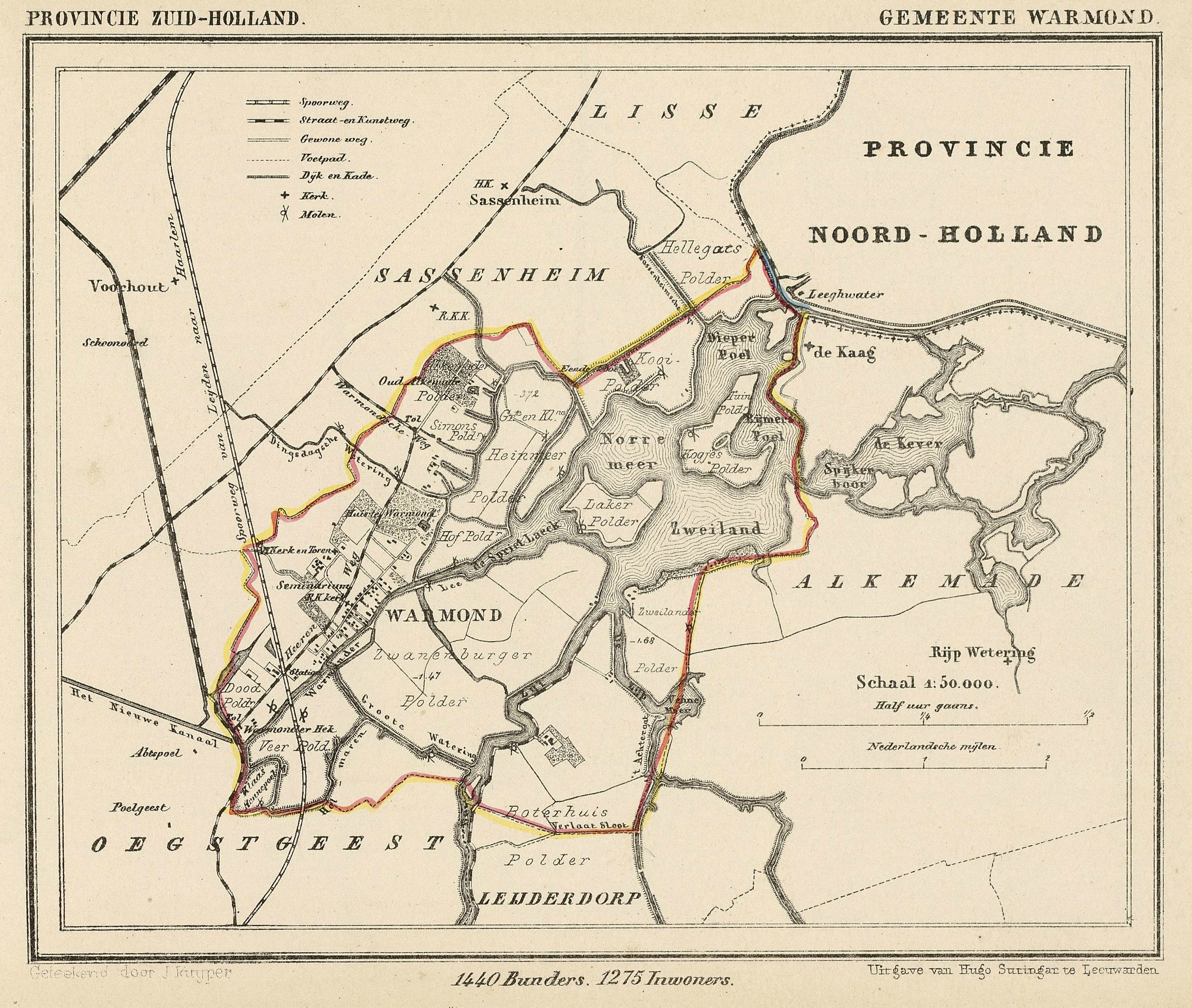
De Hofpolder op een kaart van de voormalige gemeente Warmond uit ca. 1865.